# Liste der Nummer-eins-Hits in Österreich (1971)
Dies ist eine Liste der Nummer-eins-Hits in Österreich im Jahr 1971. Sie basiert auf den Single- und Albumlisten der österreichischen Charts. Bis zum 15. Mai 1971 erschienen sie monatlich zur Monatsmitte. Danach folgte eine längere Pause und erst im Januar 1973 wurden wieder offizielle Charts veröffentlicht. In der zweiten Hälfte des Jahres verzeichnet das Portal Austriancharts zwei Nummer-eins-Hits.

## Singles
| ← 1970 ← | Liste der Nummer-eins-Hits in Österreich | Liste der Nummer-eins-Hits in Österreich | Liste der Nummer-eins-Hits in Österreich                  | 1972 → |
| \| Zeitraum \| Wo. ges. \| Interpret \| Titel Autor(en) \| Zusätzliche Informationen \| \| (Zeitraum, Wochen auf Platz eins, Interpret, Titel, Autor[en], zusätzliche Informationen) \| \| \| \| \| \| ----------------------------------------------------------------------------------------- \| -------- \| --------------- \| --------------------------------------------------------- \| ----------------------------------------------------------------------------------------------------------------------------------------------------------------------------------- \| \| 15. Dezember 1970 – 14. Januar 1971 4 Wochen \| 4 \| Wolfgang \| Abraham (Das Lied vom Trödler) Wolfgang Hofer \| – \| \| 15. Januar 1971 – 14. März 1971 9 Wochen \| 9 \| Peter Alexander \| Hier ist ein Mensch Musik: Mike Doven; Text: Jonny Halvey \| Für Peter Alexander ist es bereits der zweite Nummer-eins-Hit in den österreichischen Charts. \| \| 15. März 1971 – 14. Mai 1971 8 Wochen \| 8 \| George Harrison \| My Sweet Lord George Harrison \| – \| \| 15. Mai 1971 – 14. Juni 1971 5 Wochen \| 5 \| Danyel Gérard \| Butterfly Musik: Danyel Gérard; Text: Ralph Bernet \| – \| \| 15. November 1971 – 14. Dezember 1971 4 Wochen \| 4 \| The Sweet \| Co-Co Nicky Chinn, Mike Chapman \| – \| \| 15. Dezember 1971 – 14. Januar 1972 4 Wochen \| 4 \| The New Seekers \| Never Ending Song of Love Delaney Bramlett \| Während die Originalversion von Delaney & Bonnie & Friends die Charts verfehlte, avancierte das im selben Jahr erschienene Cover der New Seekers zum Nummer-eins-Hit in Österreich. \| |                                          |                                          |                                                           | |
| ← 1970 |                                          |                                          |                                                           | → 1972 → |
| Zeitraum | Wo. ges.                                 | Interpret                                | Titel Autor(en)                                           | Zusätzliche Informationen |
| (Zeitraum, Wochen auf Platz eins, Interpret, Titel, Autor[en], zusätzliche Informationen) |                                          |                                          |                                                           | |
| 15. Dezember 1970 – 14. Januar 1971 4 Wochen | 4                                        | Wolfgang                                 | Abraham (Das Lied vom Trödler) Wolfgang Hofer             | – |
| 15. Januar 1971 – 14. März 1971 9 Wochen | 9                                        | Peter Alexander                          | Hier ist ein Mensch Musik: Mike Doven; Text: Jonny Halvey | Für Peter Alexander ist es bereits der zweite Nummer-eins-Hit in den österreichischen Charts.                                                                                       |
| 15. März 1971 – 14. Mai 1971 8 Wochen | 8                                        | George Harrison                          | My Sweet Lord George Harrison                             | – |
| 15. Mai 1971 – 14. Juni 1971 5 Wochen | 5                                        | Danyel Gérard                            | Butterfly Musik: Danyel Gérard; Text: Ralph Bernet        | – |
| 15. November 1971 – 14. Dezember 1971 4 Wochen | 4                                        | The Sweet                                | Co-Co Nicky Chinn, Mike Chapman                           | – |
| 15. Dezember 1971 – 14. Januar 1972 4 Wochen | 4                                        | The New Seekers                          | Never Ending Song of Love Delaney Bramlett                | Während die Originalversion von Delaney & Bonnie & Friends die Charts verfehlte, avancierte das im selben Jahr erschienene Cover der New Seekers zum Nummer-eins-Hit in Österreich. |

## Alben
| ← 1970 ← | Liste der Nummer-eins-Alben in Österreich | Liste der Nummer-eins-Alben in Österreich | Liste der Nummer-eins-Alben in Österreich | 1972 →                    |
| \| Zeitraum \| Wo. ges. \| Interpret \| Titel \| Zusätzliche Informationen \| \| (Zeitraum, Wochen auf Platz eins, Interpret, Titel, zusätzliche Informationen) \| \| \| \| \| \| ------------------------------------------------------------------------------ \| -------- \| ------------------ \| ---------------------- \| ------------------------- \| \| 15. Dezember 1970 – 14. Januar 1971 4 Wochen \| 4 \| Udo Jürgens \| Udo ’71 \| – \| \| 15. Januar 1971 – 14. März 1971 9 Wochen \| 9 \| Peter Alexander \| Mein Geschenk für dich \| – \| \| 15. März 1971 – 14. Mai 1971 8 Wochen \| 8 \| George Harrison \| All Things Must Pass \| – \| \| 15. Mai 1971 – 14. Juni 1971 5 Wochen \| 5 \| The Rolling Stones \| Sticky Fingers \| – \| |                                           |                                           |                                           |                           |
| ← 1970 |                                           |                                           |                                           | → 1972 →                  |
| Zeitraum | Wo. ges.                                  | Interpret                                 | Titel                                     | Zusätzliche Informationen |
| (Zeitraum, Wochen auf Platz eins, Interpret, Titel, zusätzliche Informationen) |                                           |                                           |                                           |                           |
| 15. Dezember 1970 – 14. Januar 1971 4 Wochen | 4                                         | Udo Jürgens                               | Udo ’71                                   | –                         |
| 15. Januar 1971 – 14. März 1971 9 Wochen | 9                                         | Peter Alexander                           | Mein Geschenk für dich                    | –                         |
| 15. März 1971 – 14. Mai 1971 8 Wochen | 8                                         | George Harrison                           | All Things Must Pass                      | –                         |
| 15. Mai 1971 – 14. Juni 1971 5 Wochen | 5                                         | The Rolling Stones                        | Sticky Fingers                            | –                         |